# Indigofera szechuensis
Indigofera szechuensis är en ärtväxtart som beskrevs av William Grant Craib. Indigofera szechuensis ingår i släktet indigosläktet, och familjen ärtväxter. Inga underarter finns listade i Catalogue of Life.